# Dança do Brasil
A dança no Brasil originou-se dos mais variados lugares, recebendo muitas influências de outros países. Com as danças, há uma mistura de ritmo e som, que fazem as pessoas criarem cada vez mais passos e modos diferentes para dançar.
As danças no Brasil são diversas em cada região do país, sendo as mais conhecidas, o Samba, o Maxixe, o Xaxado, o Baião, o Frevo e a Gafieira. Muitos são os derivados dessas danças, que recebem influências principalmente africanas, árabes, europeias e indígenas. E ainda tem espaço para as danças folclóricas e tradicionais que vão de acordo com cada região e localidade no Brasil como forró, axé, entre outras. No Brasil também há danças mais modernas como o funk por exemplo, e de influências estrangeiras como rock, pop, pop rock, K-pop, heavy metal são muitas porque uma simples variação de ritmo pode mudar o título do estilo. Por isso podemos deduzir que as danças brasileiras tem origem de diferentes lugares no mundo.
Origem e descendência dos Ritmos
- Bolero - Descendência cuba.
- Merengue - Origem e descendência caribenha.
- Mambo - Descendência Cubana.
- Rumba - Origem indígena - descendência porto-riquenha com desenvolvimento em Cuba.
- Salsa - Origem e descendência varibenha.
- Axé-music - Origem na capoeira - descendência baiana.
- Samba - Origem Brasil - influência europeia e africana - descendência baiana.
- Pagode - Origem no samba.
- Samba de gafieira - Origem no samba - descendência brasileira com desenvolvimento no Rio de Janeiro.
- Fox-Trot - Descendência americana.
- Rock'n Roll - Origem no R&B e country - descendência e desenvolvimento americano.
- Swing - Origem e descendência americana.
- Hustle - Origem no swing com influência da discoteca.
- Paso-Doble - Origem flamenca com desenvolvimento e descendência espanhola.
- Forró - Origem nordestina - influencia europeia - descendência do xote e baião.
- Lambada - Origem zouk com desenvolvimento no Brasil.
- Zouk - Origem francesa com desenvolvimento na Europa e no Brasil.
- Country - Origem e desenvolvimento nos Estados Unidos - descendência folclórica.
- Tango - Origem Espanhola com descendência e desenvolvimento argentino.
- Cha-Cha-Cha - Origem latina - descendência cubana.
- Valsa - Origem europeia com descendência vienense e desenvolvimento no mundo inteiro, influência no reinado de Luís XV.
- Xote - Origem indígena com descendência e desenvolvimento nordestino.
- Vanerão - Origem alemã com desenvolvimento no Rio Grande do Sul.
- Choro - Origem de ritmos musicais populares no Brasil até ser desenvolvido para a dança.
- Milonga - Origem no yango com desenvolvimento argentino.
- Brega Funk - Origem Pernambucana - Desenvolvimento no Brasil.
- Free Step - É a evolução do antigo rebolation, que é a evolução de uma outra dança, o Charleston.
- Xaxado- dança típica do nordeste, originaria de Pernambuco.